# Esther Friedli
Pour les articles homonymes, voir Friedli.
Esther Friedli, née le 4 juin 1977 à Berne (originaire de Lützelflüh et Escholzmatt-Marbach), est une personnalité politique suisse, membre du Parti démocrate-chrétien (PDC), puis de l'Union démocratique du centre (UDC). 
Elle est députée du canton de Saint-Gall au Conseil national à partir de fin 2019, puis du Conseil des États à partir de mai 2023.

## Biographie
Esther Friedli naît le 4 juin 1977 à Berne. Elle est originaire de Lützelflüh, dans le même canton, et d'Escholzmatt-Marbach, dans le canton de Lucerne. Elle grandit à Worb, dans le canton de Berne.
Elle entame en 1997 des études en sciences politiques à l'Université de Berne. En 2000, elle fait un stage de 5 mois au Département fédéral de justice et police en tant que conseillère de Ruth Metzler, puis un échange d'un semestre à l'Université d'Aarhus, au Danemark. Elle obtient sa licence en 2003.
En 2008, elle est nommée secrétaire générale du Département de l'éducation du canton de Saint-Gall, dirigé par l'UDC Stefan Kölliker. Elle reste six ans à ce poste.
Elle tient depuis 2017 une auberge à Ebnat-Kappel avec l'ancien conseiller national et président de l'UDC Toni Brunner, avec qui elle est en couple depuis 1997 et qu'elle épouse en 2024. Elle s'occupe également de l'administration de leur ferme.

## Parcours politique
Elle rejoint les jeunes PDC à l'âge de 14 ans. En 1996, elle est élue au législatif de la commune de Worb, à l'âge de 19 ans.
En 2015, elle fonde une société de conseil avec Toni Brunner et s'occupe de la campagne de l'UDC Roger Köppel. Elle se présente l'année suivante à l'élection au gouvernement cantonal saint-gallois, mais est nettement battue au second tour. La même année, elle mène avec succès la campagne contre une étude de faisabilité pour une expositions nationale en Suisse orientale.
En 2019, elle est élue au Conseil national. Elle siège au sein de la Commission de l'économie et des redevances (CER).
Lors de la pandémie de COVID-19, elle se montre très critique envers le conseiller fédéral Alain Berset, exige l'abolition du groupe de travail scientifique et demande des subventions à fonds perdus pour la restauration.
Un temps pressentie pour succéder à Ueli Maurer au Conseil fédéral, elle annonce début octobre 2022 qu'elle n'est pas candidate. Elle est élue le 30 avril 2023 au second tour au Conseil des États, en remplacement du socialiste démissionnaire Paul Rechsteiner, s'imposant par 57,4 % des voix face à la candidate socialiste Barbara Gysi, qui en récolte 36,9 %. Elle devient le premier représentant de l'UDC saint-galloise à la Chambre haute du Parlement. Elle est réélue au premier tour en octobre 2023. Elle rejoint la Commission des finances (CdF) et la Commission de la sécurité sociale et de la santé publique (CSSS), puis lors de sa seconde législature également la Commission des transports et des télécommunications (CTT) et la Commission des institutions politiques (CIP) ; elle est brièvement membre de la Commission de la science, de l'éducation et de la culture (CSEC) lors de sa première législature.